# Жозеф Кайо
Жозеф Марі Огюст Кайо (фр. Joseph-Marie-Auguste Caillaux фр.: [ʒozɛf maʁi oɡyst kajo]; 30 березня 1863, Ле-Ман — 21 листопада 1944, Мамер, департамент Сарта, Землі Луари) — французький політичний і державний діяч III республіки. Дотримувався радикальних поглядів, будучи одним з їхніх лідерів у парламенті, в якому був депутатом з 1898 по 1919 роки, а з 1925 до своєї смерті — сенатором від округу Сарта. Кілька разів займав пост міністра фінансів: (червень 1899 — червень 1902; жовтень 1906 — липень 1909; березень — червень 1911; грудень 1913 — березень 1914; квітень — жовтень 1925; червень-липень 1926; червень 1935). Його звинуватили в корупції, але парламентська комісія зняла з нього обвинувачення. Ця політична слабкість посилила правих у Радикальній партії.
Вершиною кар'єри Кайо був період з червня 1911 по січень 1912 року, коли він обіймав посади прем'єр-міністра і міністра внутрішніх справ. Виступав за введення прогресивного прибуткового податку. В області зовнішньої політики орієнтувався на зближення з Німеччиною, під час Агадірскої кризи 1911 року домагався укладення компромісної франко-німецької угоди. У роки Першої світової війни Кайо був прихильником пошуків шляхів примирення з Німеччиною за що в грудні 1917 року на вимогу прем'єр-міністра Жоржа Клемансо був позбавлений депутатської недоторканності і в січні 1918 заарештований.
Переживши два процеси за звинуваченнями в шпигунстві й державній зраді, побувавши у в'язниці й під домашнім арештом, Кайо в 1920 році був засуджений на три роки «за листування з ворогом» з позбавленням громадянських прав. Вимушений покинути Париж, він повернувся тільки після перемоги союзу лівих на виборах 1924 року. Уряд Ерріо провів голосування в палати депутатів та 1 січня 1925 року Кайо був помилуваний і відразу ж відновив свою політичну діяльність. Того ж року він був обраний сенатором, а в 1932 році — головою фінансової комісії сенату і займав ці посади до падіння Франції в 1940 році. 
Залишок своїх днів, що випав на час фашистської окупації, Жозеф Кайо провів у селі Мамер департаменту Сарта в регіоні Країна Луари, де помер 21 листопада 1944 року.